# 安阳故城
安阳故城，位于山东省枣庄市薛城区邹坞镇安阳村，是中华人民共和国山东省文物保护单位之一。
2006年12月7日，授予山东省文物保护单位，是一座古遗址。